# 봉정초등학교
봉정초등학교는 대한민국 충청북도 청주시 흥덕구에 있는 초등학교다.

## 학교 연혁
- 1991년 3월 1일 개교(34학급 편성)
- 1992년 3월 1일 충청북도교육청지정 시범학교 운영(환경보전)
- 1997년 3월 1일 봉정초등학교로 명칭 변경
- 1999년 3월 1일 충청북도교육청지정 시범학교 운영(특별활동)
- 2002년 3월 1일 충청북도교육청지정 연구학교 운영(도덕)
- 2005년 2월 17일 봉정관(체육관) 개관
- 2010년 3월 1일 교과부요청 충청북도교육청 지정 1교 1나눔 체험 연구학교 운영
- 2012년 1월 10일 학력 신장 우수학교 교육감 표창
- 2012년 2월 24일 학교폭력예방 우수학교 교육감 표창
- 2012년 9월 1일 제11대 강만구 교장 부임
- 2012년 12월 5일 컨설팅 장학 우수학교 교육장 표창
- 2012년 12월 5일 제41회 전국소년체육대회 우수학교 교육감 표창
- 2013년 11월 18일 제42회 전국소년체육대회 우수학교 교육감 표창
- 2014년 2월 18일 제23회 졸업식(총 7,494명)
- 2014년 3월 1일 36학급 편성(특수 2학급 포함)
- 2014년 3월 1일 교육복지우선지원사업학교 지정
- 2014년 3월 1일 기초튼튼 행복학교학습종합클리닉 선도학교 지정
- 2014년 10월 1일	제43회 전국소년체육대회 우수학교 교육감 표창
- 2016년 11월 14일	자율장학 활성 우수기관 선정 교육감 표창
- 2017년 11월 21일 아름다운 학교 최우수상 교육감 표창
- 2018년 2월 13일 제27회 졸업식(총 8,046명)
- 2018년 3월 1일	제13대 이옥순 교장 부임